# Laila El-Garaa
Laila El-Garaa (10 de junio de 1977) es una deportista marroquí que compitió en atletismo adaptado. Ganó dos medallas en los Juegos Paralímpicos de Verano, plata en Atenas 2004 y bronce en Pekín 2008.

## Palmarés internacional
| Juegos Paralímpicos | Juegos Paralímpicos | Juegos Paralímpicos | Juegos Paralímpicos |
| Año                 | Lugar               | Medalla             | Prueba              |
| ------------------- | ------------------- | ------------------- | ------------------- |
| 2004                | Atenas (Grecia)     | Medalla de plata    | Peso F40            |
| 2008                | Pekín (China)       | Medalla de bronce   | Peso F40            |